# Fitzroy (Victòria)
Fitzroy és un barri de la ciutat de Melbourne, Austràlia, a 3 quilòmetres del centre de la ciutat. Al cens de 2016, Fitzroy comptava amb una població de 10,445 habitants. És l'àrea suburbana més petita i poblada de tota la ciutat.
El barri de Fitzroy és conegut arreu d'Austràlia pel seu ambient artístic, musical, cultural i bohemi. L'eix principal del barri és Brunswick Street, un carrer ple de restaurants, cafeteries, bars i discoteques. Malgrat que ens seus inicis el barri era principalment obrer, des dels anys 1980s Fitzroy ha experimentat un procés de gentrificació i renovació urbana complex. Avui dia, hi cohabiten comunitats molt diferents: tot i que el barri presenta alguns dels lloguers més cars de Melbourne, també compta amb un dels edificis de protecció oficial més gran de la ciutat, Atherton Gardens.